# Distretto di Barpeta
Il distretto di Barpeta è un distretto dello stato dell'Assam, in India. Il suo capoluogo è Barpeta.